# 菊池渓谷

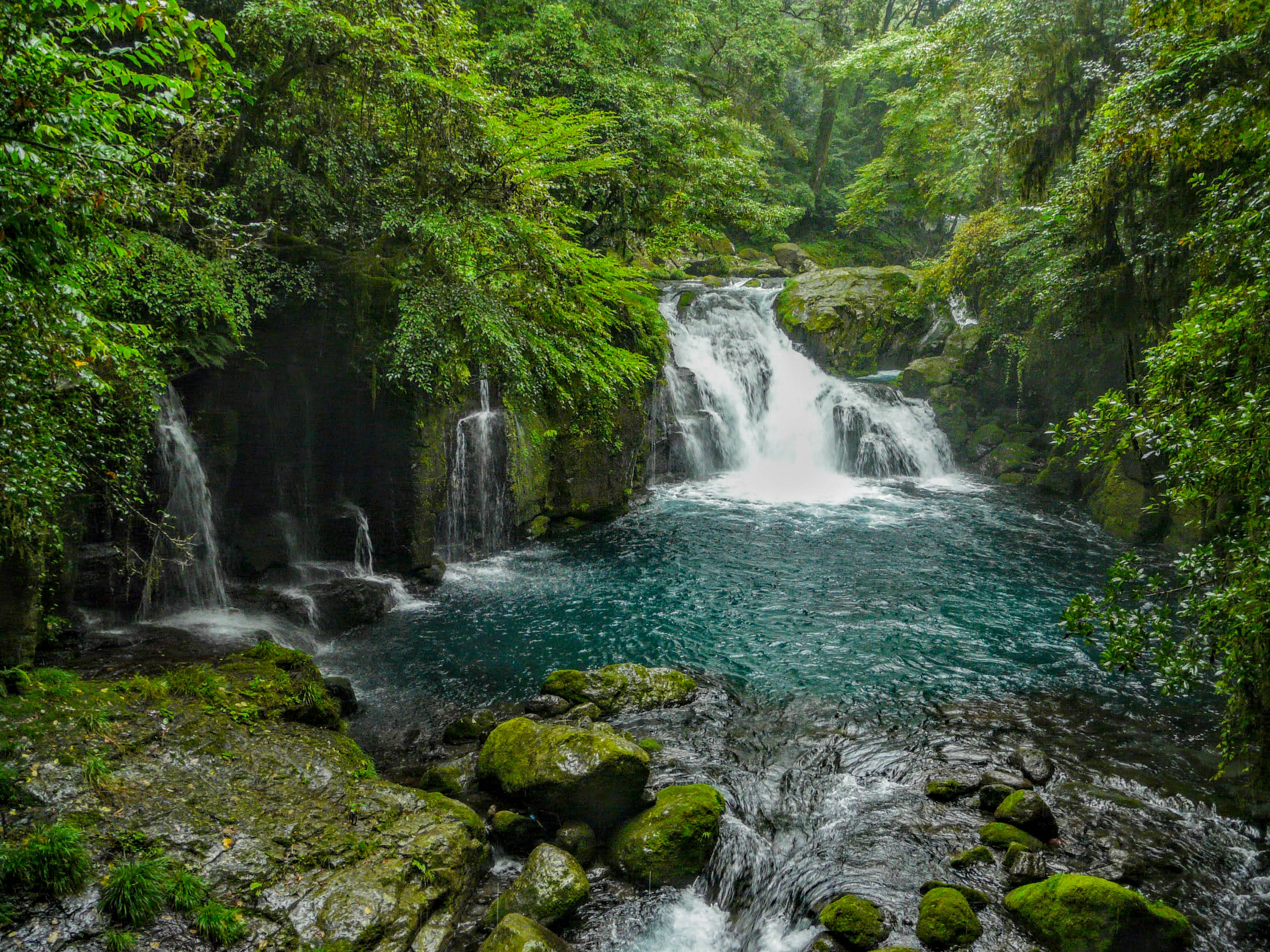
菊池渓谷の竜ヶ渕・天狗滝（2021年8月）

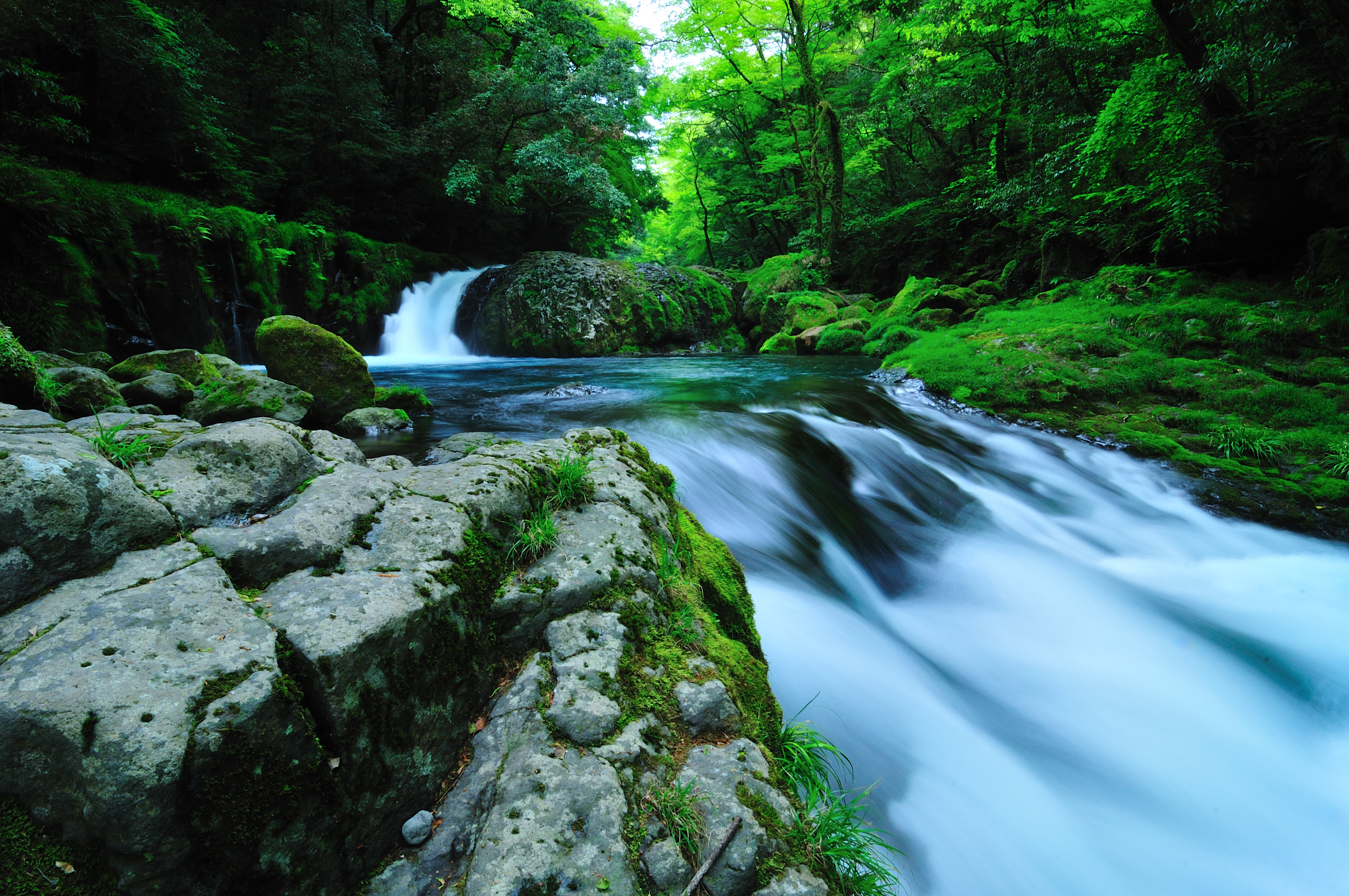
菊池渓谷（2010年5月）

菊池渓谷（きくちけいこく）は、熊本県の菊池川上流、水源にある渓谷で、阿蘇市と菊池市に属する。避暑地、紅葉の名所として知られている。

## 概要
一帯は阿蘇外輪山を取り囲むモミ、ツガ、ケヤキなど広葉樹の原生林に覆われている。「渓谷美の極致」と言われた状態で残っており、阿蘇くじゅう国立公園の特別保護地区、菊池水源として名水100選に選定されている。また、くまもと自然休養林菊池渓谷として森林浴の森百選や、菊池渓谷自然休養林 として水源の森百選等に選定されている。
菊池温泉や阿蘇内牧温泉の開発に伴って、この渓谷も全国に知られるようになったが、レジャー開発をほとんど行っていないため、遊歩道（左岸は九州自然歩道）と売店・トイレがあるぐらいである。穏やかな流れで女性的な景観を擁するが、水難死亡事故は起きている。見所としては掛幕の滝、黎明の滝、紅葉ヶ瀬、竜ヶ淵、天狗滝、四十三万滝（日本の滝百選）、広河原などがある。なお、清掃協力金（強制ではない）を求められる。

## 菊池渓谷自然休養林
菊池渓谷周辺に広がる森林で、菊池渓谷自然休養林として水源の森百選に選定されている。
| 山岳   | 面積（ha） | 標高（m） | 人工林（%） | 天然林（%） | 主な樹種                                       | 制限林                       | 種類                           | 流量（m3/日） |
| ------ | ---------- | --------- | ----------- | ----------- | ---------------------------------------------- | ---------------------------- | ------------------------------ | ------------- |
| 大観峰 | 1,200      | 400～900  | 66          | 34          | ブナ・カエデ・スギ・ヒノキ・ケヤキ・カシ・モミ | 水源かん養保安林、自然休養林 | 湧水源、流水（菊池川）、伏流水 | 100,000       |

阿蘇山の外輪山の最高峰大観峰山麓に広がる「くまもと自然休養林」の広葉樹林の天然林と針葉樹林の植林帯が整備された森林である。下流21市町村にとって重要な水源林となっていて 「菊池川流域同盟」を結成し「河川を美しくする条例」を定めて、河川の監視と汚染防止、水源地域への多様な植林等の取り組みを行っている。 　 
- 所在地：熊本県菊池市大字原字深葉（データは選定年1995年〈平成7年〉7月）

## 百選
- 森林浴の森百選 - 名水百選 - 日本の滝百選 - 水源の森百選
- 「くまもと緑の百景」 - 「熊本の自然百選」 - 「新くまもと百景」

## ギャラリー

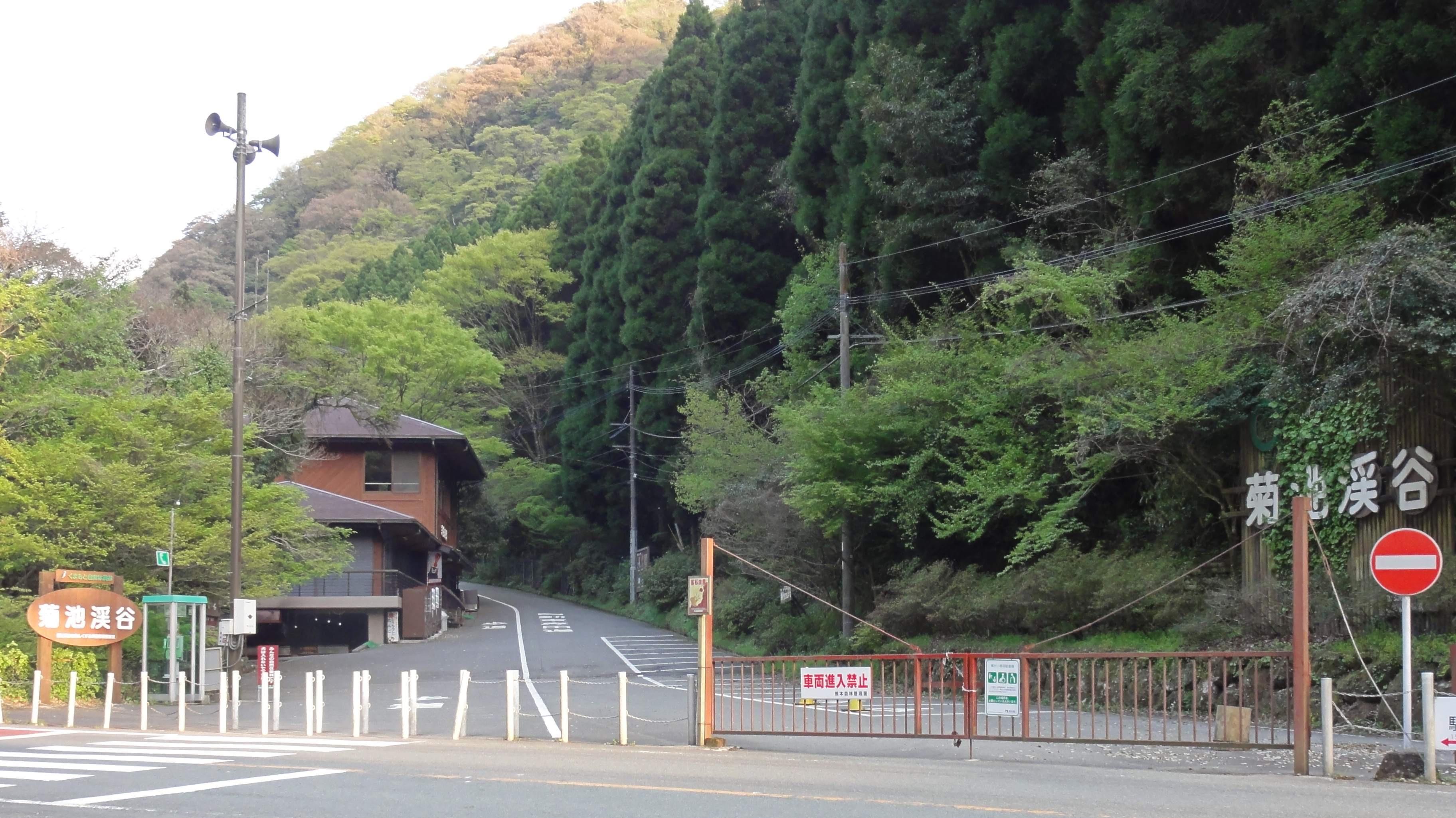
菊池渓谷の入り口
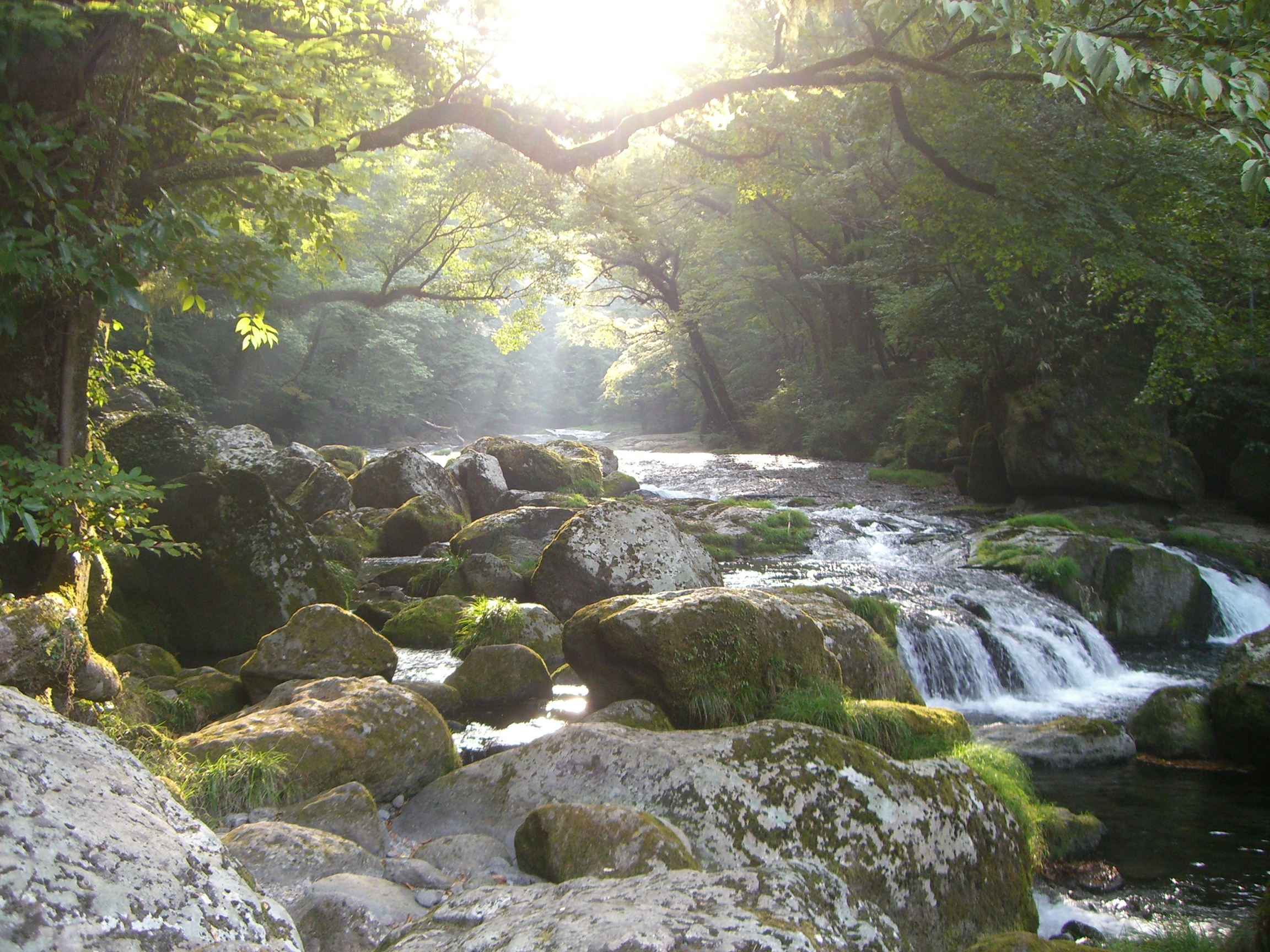
広河原

## アクセス
- 九州自動車道植木インターチェンジより24km。熊本県道45号阿蘇公園菊池線沿いにあり、有料の第1と第2駐車場、第3駐車場、中央駐車場がある。
- 熊本桜町バスターミナルから熊本電鉄バスで菊池温泉ゆきに乗車し「菊池温泉・市民広場前」停留所下車、タクシーで30分。菊池市街からはきくちあいのりタクシーも利用できる（事前予約制）。